# 장후이메이
장혜매(중국어 간체자: 张惠妹, 정체자: 張惠妹, 병음: Zhāng Huìmèi, 1972년 8월 9일 ~ )는 타이완 원주민 출신의 중화민국의 가수이다. A-mei라는 예명으로 유명했다.
1996년에 그야말로 혜성처럼 등장해 단기간내에 아시아 전역에 확실한 입지를 굳힌 중음 사상 초유의 성공신화를 기록했다. 그녀의 앨범 판매량은 전 세계적으로 5,500만 장을 돌파했습니다.그녀는 중국 여자 가수의 음반 판매 기록 보유자입니다.

## 음반 목록
정규 음반
- 1996: 姊妹
- 1997: Bad Boy
- 1997: 妹力四射
- 1998: 牽手
- 1999: 我可以抱你嗎?愛人
- 2000: 歌聲妹影
- 2000: 不顧一切
- 2001: 旅程 (려정)
- 2001: 真實
- 2002: 1996 - 2002 A-Mei Best 2
- 2002: 發燒 (발소)
- 2003: 勇敢
- 2004: 也許明天
- 2006: 我要快樂?
- 2007: star
- 2009: 阿密特
- 2011: 你在看我嗎
- 2014: 偏執面
- 2015: 阿密特2
- 2017 :스토리 스틸러

기타 음반
- 2007: Star Live Concert